# 京阪宇治交通
京阪宇治交通株式会社（けいはんうじこうつう）は、かつて京都府南部、滋賀県大津市、大阪府枚方市などでバスを運行していた京阪グループのバス事業者。営業エリアのほとんどは京都府内だが、末期（1980年以降）の本社は大阪府枚方市にあった。会社登記上の本店は京都府綴喜郡宇治田原町に位置していた。創業より1967年まではタクシー事業も営んでいたが、宇治京阪タクシーに事業譲渡した。
2006年4月1日付で京阪宇治交通田辺株式会社（けいはんうじこうつうたなべ）とともに京阪バスに吸収合併され、84年の歴史に幕を下ろした。実質的な後継会社は2003年4月1日に京阪宇治交通の子会社として設立された京阪宇治バス株式会社（けいはんうじバス、現：京都京阪バス）である。
本項では、末期に一時的に分社化された京阪宇治交通田辺についても併せて記述する。

## 歴史

### 創業期から終戦まで
京阪宇治交通のルーツとなったのは、1922年（大正11年）4月14日創業の宇治田原自動車商会であった。これは宇治田原村（当時）の発展を目的としたもので、5人乗りフォード2台で宇治と岩山を1日6往復運行した。1926年に宇治川電力大峯ダムが竣工すると「宇治川ライン」と称する観光コースが登場した。同社では宇治からのバスでこのコースの観光輸送を行うべく、1929年10月に宇治川線を開業した。
しかし、1935年（昭和10年）の豪雨では社屋流失などの被害を受け、元々赤字経営だったものがさらに経営悪化したため、外部から社長を招聘した上で株式会社へ改組した。宇治田原自動車の新社長に就任した細谷福太郎は、運賃値下げなどを行うとともに、観光客誘致のための沿線観光開発を進めることとなり、同社が観光輸送中心に発展する方向性を確立した。
戦時体制に入ると、沿線に傷痍軍人の療養所や火薬工場などの軍事施設があったことから、輸送人員は増加したものの経営的には苦しい状態となった。戦局が悪化すると物資不足からバスの整備も満足に行えず1往復するごとにバスを修理するような有様で、1945年の終戦を迎えることとなった。

### 戦後の再建から京阪傘下へ
終戦後は買い出しなどの乗客輸送で活況を呈したように見えたものの、経費がかさんだことからなかなか経営は好転しなかった。戦時中は休止となっていた宇治川ラインが復旧し、京阪電気鉄道（以下「京阪電鉄」）ではダム工事用の軌道を改修して「お伽電車」を走らせた。これはバス路線とほぼ並行するため、当初バス会社ではお伽電車を脅威とみなしていたが、観光客の急増は結果的にバス利用者の増加にもつながった。
しかし、1953年（昭和28年）9月の13号台風による崖崩れにより、道路とお伽電車はともに流失、その後も数年間は山崩れが相次ぎ、宇治川ラインのバスは長期にわたり運休を余儀なくされた。翌1954年には京都市内乗り入れを果たしたものの、1957年7月に発生した事故の補償も会社の経営に深刻な影響を与えた。このため、1959年に京阪電鉄が88%の株式を買収の上、京阪の傘下に入ることになった。この時に社名を京阪宇治交通に変更している。
京阪の傘下に入ってからは、資金の裏づけが確保されたこともあり、再び積極的な営業展開を行うことが可能となり車両の更新も進められた。しかし経営的にはなかなか好転しなかったことから、1963年以降は合理化に着手し、ワンマン化などを進めたほか、貸切バス事業は全て京阪国際観光自動車に営業譲渡した。

### 都市型バス事業者への変貌
戦後の高度経済成長を受けて1970年代以降は、京阪電鉄沿線のベッドタウン化により住宅団地が次々と建設され、京阪バスと京阪宇治交通は積極的に団地路線の新設を行なった。特に京都府八幡町（1977年に市制施行して八幡市）の男山団地、大阪府枚方市くずは地区では大規模団地の造成が行われ、京阪宇治交通がくずは地区へ乗り入れ団地輸送を担当した。
これは京阪宇治交通にとっては大きな転機となり、1972年には累積赤字を解消するなど、経営状態は大きく改善されることになった。観光輸送中心だった京阪宇治交通は、団地輸送を基幹とする都市型乗合バス事業者への変貌を遂げた。その後も、主に京都府南部の京阪沿線、近鉄沿線のフィーダー輸送の役割を果たしていくこととなった。
また1970年代からは「当社のバスは全席シルバーシートです」と表記したステッカーを車内に貼り、特定の優先席を設けず「全席優先席」とした。これは阪急電鉄が同種の試みを行うよりも早かった。この「全席優先席」は京阪バスに合併され消滅するまで続けられた。
さらに1998年9月20日からは、西日本で初めての環境定期券制度の導入を開始した（翌1999年1月11日より京阪宇治交サービス、同年4月1日より京阪バス・京阪シティバスでも実施）。また同年春には定期券の自宅への宅配サービスを開始した（1997年に男山団地地区で試験的に実施、2001年初頭までにサービス廃止）。このようにサービス向上のための新しい試みも進めていった。
最末期の2000年には身体障害者補助犬法第4条第8項に基づき盲導犬の乗車を認め、入口には「盲導犬同伴可」と表記したステッカーが全車に貼られた。この試みは当時子会社であった京阪宇治交サービスの路線でも実施され、その路線を引き継いだ京阪宇治バスでも引き続き実施された。

### 京阪バスへの合併と消滅
2000年代に入ると、京阪グループ内でのバス事業再編が行われた。まず1999年には宇治営業所の事業を京阪宇治交サービスに譲渡し、2002年には田辺営業所の一部路線を京阪宇治交通田辺へ分社化した。また2002年には京阪宇治交通の子会社として京阪宇治バスを設立し、翌2003年には京阪宇治交サービスのバス事業を京阪宇治バスが引き継いだ。
さらに2004年には京阪バスシステムズが京阪グループのバス事業を統括する持株会社として設立され、京阪宇治交通および分離子会社はその傘下となった（なお、京阪バスシステムズは2009年に京阪電気鉄道へ合併されたため現存しない）。
2006年4月1日付で、京阪バスが京阪宇治交通および京阪宇治交通田辺を吸収合併し、両社は前日の3月末日付で解散した。一方でこの合併に加わらず、京阪宇治交通の実質的な後継会社となった京阪宇治バスは、2014年4月1日付で京阪シティバスを合併した上で京都京阪バスに商号変更した。

### 年表
- 1922年（大正11年）4月14日 - 宇治田原自動車商会として設立。後に宇治田原自動車株式会社に改組[1]。
- 1959年（昭和34年）6月25日 - 京阪グループ入り。これに伴い、京阪宇治交通株式会社に商号変更。
- 1967年（昭和42年）1月1日 - タクシー事業を宇治京阪タクシーに譲渡。
- 1980年（昭和55年）7月17日 - 旅行業その他を業務とする子会社「京阪宇治交サービス株式会社」を設立。
- 1981年（昭和56年）- 運賃の大幅値上げを実施（宇治・宇治田原地区等、京阪宇治交通の単独区間の初乗り60円を同80円とする。その後も2〜3年ペースで値上げを行い、1986年頃には120円、1992年の運賃改正で140円、1997年の運賃改正で160円となった）。60円から80円への大幅値上げを行ったが、当時の他事業者と比較してもまだ格安であった（参考までに京都市営バスの当時の運賃は130円であった）。
- 1997年（平成9年）7月26日 - 京阪宇治交サービスが天ヶ瀬ダム近くに地ビールレストラン「ガーデンズ天ヶ瀬」（2002年9月営業終了）をオープンさせたのに伴い、京阪宇治駅発着の路線バス各系統の一部便をガーデンズ天ヶ瀬まで延長したほか、全面ラッピングバスを運行開始。
- 1999年（平成11年）1月11日 - 宇治営業所の路線バス（関西空港リムジンバスを除く）と貸切バス、特定バス業務を京阪宇治交サービス株式会社に譲渡する。
- 2002年（平成14年）5月11日 - 田辺営業所の一部系統を新会社「京阪宇治交通田辺株式会社」に譲渡する。
- 2003年（平成15年）4月1日 - 京阪宇治交サービスのバス事業を京阪宇治交通の系列会社「京阪宇治バス株式会社」へ譲渡（特定バスは京阪宇治交通へ戻る）。
- 2006年（平成18年）3月31日 - 京阪宇治交通、京阪宇治交通田辺ともに京阪バスに吸収合併され解散。

## 本社・営業所など
営業所はバスのみ記載。過去に存在したタクシーの車庫は省略（宇治京阪タクシーも参照）。

### 会社解散当時
- 京阪宇治交通グループ本社（大阪府枚方市）
- 京阪宇治バス宇治営業所（京都府宇治市）
- 京阪宇治交通男山営業所（京都府八幡市）
- 京阪宇治交通田辺/京阪宇治交通田辺営業所（京都府京田辺市）
- 京阪宇治バス松井山手旅行案内所（京都府京田辺市）

### 以前に存在したもの
- 京阪宇治交通宇治田原営業所（京都府宇治田原町、1922〜1974年）
- 京阪宇治交通くずは営業所（大阪府枚方市、1971〜1974年。正式名称は「宇治営業所くずは分室」）

## 系統番号の原則
1974年9月16日、京阪宇治交通では方向幕の色分けの採用（色分けは1988年に廃止）と同時に系統の判別の容易さの観点から、既に大都市で採用されていた系統番号を採用した。付番は乗客の判別しやすさと地区分類の観点から以下の原則で行っていた。
- 0 - 10番台 くずは地区路線
- 20番台 宇治地区路線（大久保経由。1988年11月11日までは東宇治線も20番台）
- 30番台 宇治地区路線（小倉経由。1988年11月11日までは向島線、伏見線も30番台）
- 40番台 宇治地区路線（太陽が丘線。小倉・大久保・宇治経由および始発共通。1980年の太陽が丘線の前身である琵琶台線開業より40番台を使用開始）
- 50番台 城陽地区路線（青谷線）
- 60番台 京田辺地区路線
- 70番台 八幡地区路線
- 80番台 宇治地区路線（宇治川線。現在廃止）
- 90番台 宇治田原地区路線
- 100番台 宇治地区路線（東宇治線、御蔵山・東御蔵山線 1988年より使用開始）
- 110番台 宇治地区路線（向島線、伏見線）
- 120番台 宇治地区路線（大久保〜東宇治経由。1992年〜1997年のみ使用）
- 180番台 宇治地区路線（立場（たてば）線。1987年より使用開始）
- 200番台/210番台/220番台 宇治地区路線（宇治市内循環線及び宇治文化センター折返し系統の内宇治友が丘経由。1995年〜1996年のみ使用）
- 240番台 宇治地区路線（宇治友が丘線。1995年より使用開始）
- 300番台 宇治地区路線（小倉北部地区経由。1995年より使用開始）
- 310番台 宇治地区路線（宇治文化センター折返し系統の内小倉経由。1996年より使用開始）
- 500番台 城陽地区路線（市内循環およびその支線系統。1995年より使用開始）
- 600番台 松井山手地区路線（2003年より使用開始）

## 乗車券類
整理券については「発駅券」という呼称を使用していた。

### 乗車カードの印字
スルッとKANSAIのカード印字は、京阪宇治交通が「宇交バス」、京阪宇治交通田辺が「宇田バス」であったが、京阪バス吸収合併時にいずれも「京阪バス」に変更された。ただし、旧京阪バス車と旧京阪宇治交通（京阪宇治交通田辺を含む）とでは印字のフォントが異なる。これは当時採用していたカードリーダー前者が東芝製。後者が小田原機器製による機械の相違によるものである。

## 車両
車体色は、路線バスは1983年度の新車から白にワインレッドのラインが引かれている（京阪宇治交通創立60周年記念）。2002年3月1日に導入されたノンステップバス（ならびに一部のワンステップバス）は、緑を中心としている。緑は宇治茶の緑、三本の線は八幡市の木津川・宇治川・桂川の三点合流をイメージしている。新車のシートが京阪グループ共通シートに統一されている（京阪宇治交通創立80周年記念）。
また1994年9月4日から運行を開始した関西空港リムジンバスと貸切バスについては一般から公募（公募当時、宇治市内の京都府立菟道高等学校3年生の女子生徒が発案）した「十二単」をデザインした塗装を採用した。リムジンバスは1996年頃より「うらら（号）」の愛称が名付けられたが、京阪バスと合併した2006年3月31日をもってこの愛称名は廃止された。なお「うらら」は貸切バスの愛称としても採用され、こちらは子会社の京阪宇治交サービスとその分社会社の京阪宇治バス→京都京阪バスに継承された。
車種は、男山営業所では三菱ふそう車を、宇治営業所では日産ディーゼル（現：UDトラックス）、日野車（1995年より導入）を中心に導入していたが一部例外もあった。晩年に開設された田辺営業所では両方配置していた。いすゞ車は1960年代前半頃まで宇治営業所と宇治田原営業所に配置されていたが一旦導入を打ち切り、1997年より貸切バス車両で導入を再開、路線車ではジェイ・バスが設立された2002年より再導入した。
また特筆すべき車種として、1997年には西日本で初めて小型ワンステップバスの日産ディーゼルRN (KC-RN210)を導入した。RNはその後京阪バスに引き継がれ、京阪バスで除籍後に静岡県の浜松バスに売却した1台を除き、京阪宇治バスに引き継がれたが全車除籍されて現存しない。RNは主に六地蔵地区や向島地区で使用されていたが、宇治田原地区や小倉地区などで運用されることもあった。